# Ahumada
Ahumada là một đô thị thuộc bang Chihuahua, Mexico. Năm 2005, dân số của đô thị này là 11727 người.